# Одей, Стивен
Стивен Пиус Одей (англ. Stephen Pius Odey; родился 15 января 1998 года, Лагос, Нигерия) — нигерийский футболист, нападающий клуба «Раннерс» и сборной Нигерии.

## Клубная карьера
Одей начал карьеру на родине в клубе МФМ. В 2016 году он дебютировал за основной состав в чемпионате Нигерии. В своём дебютном сезоне Стивен стал лучшим бомбардиром команды, а в 2017 году дважды признавался лучшим игроком по итогам месяца. Летом того же года Одей перешёл в швейцарский «Цюрих». 19 ноября в матче против «Янг Бойз» он дебютировал в швейцарской Суперлиге. 10 декабря в поединке против «Люцерна» Стивен забил свой первый гол за «Цюрих». В 2018 году Одей помог клубу выиграть Кубок Швейцарии. В том же году в матчах Лиги Европы против болгарского «Лудогорца» и немецкого «Байер 04» он забил по голу.
Летом 2019 года Одей перешёл в бельгийский «Генк».

## Международная карьера
1 июня 2017 года в товарищеском матче против сборной Того Одей дебютировал за сборную Нигерии.

## Достижения
Командные
 «Цюрих»
- Обладатель Кубка Швейцарии — 2017/2018